# José Ignacio
José Ignacio ist ein Fischer- und Badeort in Uruguay. Er liegt im Departamento Maldonado. 
José Ignacio liegt, angrenzend an die Laguna José Ignacio, an der Atlantikküste, einige Kilometer küstenaufwärts von Punta del Este. Nächstgelegene Nachbarorte sind Arenas de José Ignacio und Santa Mónica. Der Ort ist über die Busverbindung Maldonado - Faro José Ignacio (C.O.D.E.S.A - Línea 14) an den öffentlichen Nahverkehr angebunden.
José Ignacio hatte bei der Volkszählung 2011 292 Einwohner, davon 153 männliche und 139 weibliche.
| Jahr | Einwohner |
| ---- | --------- |
| 1963 | 26        |
| 1975 | 52        |
| 1985 | 99        |
| 1996 | 170       |
| 2004 | 159       |
| 2011 | 292       |

Quelle: Instituto Nacional de Estadística de Uruguay